# Triệu Yết
Triệu Yết (chữ Hán: 趙歇; ?-204 TCN) là vua chư hầu nước Triệu thời Tần và Hán Sở trong lịch sử Trung Quốc.

## Chống Tần
Xem thêm: Trận Cự Lộc
Triệu Yết là dòng dõi nước Triệu thời Chiến Quốc. Năm 228 TCN, nước Triệu bị Tần diệt.
Năm 209 TCN, Trần Thắng khởi binh chống nhà Tần, tự xưng là Trương Sở vương. Trần Thắng sai Vũ Thần cùng Trương Nhĩ và Trần Dư đi đánh đất Triệu. Đánh được nước Triệu, Trương Nhĩ và Trần Dư tôn Vũ Thần làm Triệu Vương.
Năm 208 TCN, Vũ Thần bị phản tướng Lý Lương giết để hàng Tần. Trương Nhĩ và Trần Dư tìm người thuộc dòng dõi nước Triệu để lập làm vua, và Triệu Yết được tôn làm Triệu vương, đóng đô ở Tín Đô. Trần Dư đánh bại được Lý Lương, Lương bỏ chạy theo tướng Tần là Chương Hàm.
Chương Hàm sau khi giết được tướng Sở là Hạng Lương bèn mang quân đánh Triệu. Triệu vương Yết cùng Trương Nhĩ chạy về Cự Lộc, cố thủ trong thành, Trần Dư đóng ở ngoài để cứu ứng. Nhờ quân cứu viện của tướng Sở là Hạng Vũ (cháu Hạng Lương), cuối cùng các chư hầu đánh bại được Chương Hàm, giải vây được Cự Lộc.

## Bị cải phong, được Trần Dư phò tá
Năm 206 TCN, Hạng Vũ diệt Tần và phân phong chư hầu. Trương Nhĩ vốn giao du rộng, nhiều người nói tốt về Trương Nhĩ với Hạng Vũ. Hạng Vũ phong Trương Nhĩ làm Thường Sơn Vương, cai trị ở Tín Đô; còn Triệu Vương Yết bị dời đi làm Đại vương. Trần Dư vì mâu thuẫn với Trương Nhĩ và không theo Hạng Vũ vào Quan Trung nên chỉ được phong cho ba huyện ở gần Nam Bì.
Trần Dư bất mãn với sự phân phong của Hạng Vũ, nghe tin vua Tề là Điền Vinh phản lại nước Sở, bèn xin viện binh để đánh Trương Nhĩ. Trương Nhĩ thua trận bỏ chạy theo Hán vương Lưu Bang. Trần Dư bèn thu lại đất Triệu, đón Triệu Yết ở Đại về làm Triệu Vương như cũ.
Để tỏ lòng biết ơn Trần Dư, ông lập Trần Dư làm vương đất Đại. Trần Dư cho rằng Triệu Vương yếu, nước Triệu lại mới bình định nên không về nước của mình ở lại giúp Triệu Vương, và sai Hạ Duyệt (夏說) làm tướng quốc giữ đất Đại.

## Mất nước
Xem thêm: Trận Tỉnh Hình
Triệu Yết làm vua nhưng việc chính trị và ngoại giao đều giao cho Trần Dư. Khi Hán vương Lưu Bang đông chinh đánh Sở, hàng loạt nước chư hầu hàng Hán. Khi Lưu Bang dụ Triệu theo Hán, Trần Dư ra điều kiện Lưu Bang giết Trương Nhĩ. Để lấy lòng Triệu, Lưu Bang giết người giống Trương Nhĩ và đưa đầu cho nước Triệu. Nước Triệu bèn ngả theo Hán.
Tuy nhiên sau trận Bành Thành, Hán vương đại bại; Trần Dư lại phát hiện Trương Nhĩ còn sống nên nước Triệu lại ngả theo Tây Sở.
Cuối năm 205 TCN, Lưu Bang sai Hàn Tín và Trương Nhĩ đi đánh Đại, giết chết Hạ Duyệt. Sang năm 204 TCN, quân Hán đánh Triệu. Trần Dư mắc mưu Hàn Tín, bị tử trận trên sông Chi Thủy.
Triệu vương Yết bỏ chạy về Tương Quốc, bị quân Hán đuổi theo giết chết. Ông làm vua tất cả bốn năm, không rõ bao nhiêu tuổi. Lưu Bang lập Trương Nhĩ làm Triệu vương.